# San Pedro de Atacama
San Pedro de Atacama è un comune del Cile di 3.899 abitanti, situato nella Provincia di El Loa, nella Regione di Antofagasta. La particolarità del paese è il materiale con cui sono costruite le abitazioni, soprattutto quelle del centro storico, ossia con mattoni adobe.
Poco sotto la vetta del Cerro Chajnantor (5.640 m), situato circa 40 km a est di San Pedro de Atacama e raggiungibile in automobile, è prevista la costruzione del Cerro Chajnantor Atacama Telescope da parte di un consorzio formato da università degli Stati Uniti, del Canada e della Germania. L'inizio dei lavori era previsto nel 2015.

## Geografia fisica
Si trova alla quota di 2.407 m s.l.m., circa 170 km a ovest del confine con l'Argentina (passo Jama Sur, 4.205 m s.l.m., con il quale è collegato tramite la strada interstatale 27-CH) e circa 60 km a sud del confine con la Bolivia.
San Pedro de Atacama è il principale punto di accesso per il deserto di Atacama, uno dei deserti più aridi del mondo ma non il più caldo: infatti, trovandosi a più di 2.000 metri s.l.m. nella stagione invernale la temperatura di giorno si aggira attorno ai 22 °C mentre di notte può scendere fino a -4 °C.
Nelle vicinanze si trovano la Puna de Atacama, un altopiano arido che comprende il Salar de Atacama (un grande lago salino) e il vulcano Licancabur (5.920 m).

## Storia
A San Pedro sorge l'importante Museo archeologico Gustavo Le Paige fondato nel 1963 dal padre gesuita Gustavo Le Paige e contenenti artefatti e resti della cultura atacameña.

## Società

### Evoluzione demografica
| Censimento del 1992 | Censimento del 2002 |
| 2.829 ab.           | 4.969 ab.           |